# Gortniel
Gortniel este o arie protejată (arie specială de conservare — SAC, sit de importanță comunitară — SCI) din Austria întinsă pe o suprafață de 12,71 ha, integral pe uscat.

## Localizare
Centrul sitului Gortniel este situat la coordonatele 47°02′18″N 9°57′02″E / 47.0383°N 9.9505°E.

## Înființare
Situl Gortniel a fost declarat sit de importanță comunitară în decembrie 2015 pentru a proteja un număr necunoscut de specii din flora spontană și fauna sălbatică aflate în arealul zonei. Situl a fost protejat și ca arie specială de conservare în mai 2022.

## Biodiversitate
Situată în ecoregiunea alpină, aria protejată conține 3 habitate naturale: Păduri de fag Luzulo-Fagetum, Păduri de fag Asperulo-Fagetum, Păduri pe pante, grohotișuri și ravene de Tilio-Acerion.
La baza desemnării sitului se află un număr nedeclarat de specii protejate.